# Reliance Natural Resources
Reliance Natural Resources Ltd. ist ein an der Bombay Stock Exchange gelistetes  indisches Unternehmen das Erdgas, Flüssiggase und Treibstoffe sucht, fördert, bearbeitet und verteilt. Es gehört zur Anil Dhirubhai Ambani Group. Der Umsatz betrug im Geschäftsjahr 2007/2008 Rs. 367,31 crore.

## Geschichte
Das Unternehmen wurde am 24. März 2000 als Reliance Platforms Communications.Com Private Limited gegründet. Der Wechsel zum heutigen Namen wurde am 25. Juli 2005 verbunden mit der Rechtsformänderung von der privaten (private) zur öffentlichen (public) Limited. 

## Besitzverhältnisse
52,55 Prozent der Aktien werden von der AAA Power Systems (Global) Private Limited gehalten (30. September 2008).